# ロックマンX (漫画)
『ロックマンX』は岩本佳浩による漫画作品。カプコンのアクションゲームのロックマンXシリーズの内、『ロックマンX』から『ロックマンX4』までを原作とした漫画化作品で、1994年から1998年まで『コミックボンボン』で連載された。講談社では最後のロックマンの漫画作品であり、以後、カプコン側が講談社のロックマンシリーズの連載契約を解除し、21世紀（2001年）になってからは小学館との契約、ロックマンエグゼシリーズからは小学館刊の『月刊コロコロコミック』等に連載移籍した。

## 概要
力の入ったストーリー描写が特徴で、当時カプコン第二開発部長だった稲船敬二も岩本の漫画に刺激を受け、よりストーリーに力を入れるようになったという逸話もある。
4作目に当たる『X4』は当初シリーズ最大のボリュームの構想で、プロローグだけで2話費やした。しかし『コミックボンボン』誌内の大幅な路線変更の煽りを受け、当初の構想の6割くらいが進んだ時点で打ち切りが決定。まだボスキャラを多く残している状況で残り2話で完結させるという荒業をせざるを得なかった。1話で一気に4体のボスを倒し、最後の1話で残りの2体を倒しつつエックスとゼロのドラマも補完し、最終ボスとの戦いに向かう所で終了するという不完全な形となった。後に岩本も自身のHPで、直接的な表現は避けながらも「悔しかった」「残念だなと思った」とコメントしている。この他、8話でキバトドスの基地にダブルが居た理由やエックスが生きていた真相、アルティメットアーマーの存在を知った経緯も不明のままである。
岩本自身はアクションゲームが苦手らしく、上手な人のプレイを収録したビデオを参考にクリアしていた。また、『ロックマンX3』の復刊コミックスが出た際こぼれ話にて、3度もシグマがラストであるから「本家と異なり、繰り返しの楽しみがある訳ではないから、書くのが難しい」と称している。対照的に、楽しく描いたのはVAVAらしい。また、作風の都合から、ゲーム版とはキャラクターデザインに微妙な違いがあり、登場人物はいわゆる美形として描かれている。
なお、いわゆるロボットなのに攻撃を受けて出血・吐血するシーンがあるが、これはオイルである。

## 登場人物
本稿では、漫画版での設定を中心に記す。

### メインキャラクター

#### イレギュラーハンター
エックス（X）
主人公。武器は腕が変形した光弾銃エックスバスターであり、フルチャージした光弾は、強大な敵も一撃で撃破することもある。当初は左腕のみバスターに変形していたが、オストリーグとの戦いで負傷した際に、ケインに改修してもらったが、そのときに改造してもらい右腕もバスターに変形できるようになった。バスターだけではなく、雑魚とはいえパンチで敵を貫き、扉を破壊したこともあり、かろうじてとはいえ巨体のバッファリオを投げ飛ばすなど膂力にも優れている。
本人に自覚はないが、伝説のレプリロイドとされる「ロックマン」の後継者で、敵の武器を自分の力としたり、独自の強化パーツが用意されていたりと、その潜在能力には際限がない。特A級を超える者の力とされる「三角飛び」を使用する際は、背中に2つの噴射孔が展開し、それで加速を付ける。当初はフットパーツなしではダッシュ機能を使用できなかったが、シグマ軍との最初の戦いの後はフットパーツなしでもダッシュが可能になった。
性格は心優しく繊細。戦いを好まないが、最後まで諦めない不屈の闘志を秘めている。その性格をボスからは「甘い」「青二才」などと侮られる事が多いが、一部の思慮深い者だけは彼の本質を見抜いている。彼の性格を裏付けるファクターとして漫画版独自の設定「唯一涙を流す事ができるレプリロイド」という要素がある。喜怒哀楽が豊かで、時にはコミカルな表情を見せることもある。惨殺死体を見て嘔吐までしており（ネジなどの部品を吐いた）、その際、ゼロに「人間臭い」と呆れられている。ゼロと同じく恋愛には疎い面もあり、女の子の服の趣味はマーティ曰く「悪い」。
『X1』においては、第17精鋭部隊所属のB級ハンター。シグマ軍との最初の戦いにおいて、三角飛びを覚え、シグマ軍の8人の特A級との戦いを経て成長し、アーマーも得ていった。シグマ城での戦いにおいて、絶命したゼロの力で強化されたバスターでVAVAを倒し、自らも「イレギュラーという名の鬼」であることを自覚。辛うじて理性を保った末にシグマとの戦いを終えて、地球に帰還した直後、ヘッドパーツ以外のアーマーは消えていき、残ったヘッドパーツを自らの手で外し、声にならない叫びを上げた後、ヘッドパーツを海に投げ捨てた。
『X2』においては、シグマ軍との戦いでの功績から第17精鋭部隊の隊長に昇格。レスキュー活動を主として活動し、以前の戦いで負った心の傷から、バスターにリングを付けて封印していたが、シグマが復活したことを知るとバスターの封印を解き、シグマが何度蘇ろうと倒す決意を固める。新生シグマ軍との戦いでは、敵として蘇ったゼロと戦うことにもなったが、正気に戻すことに成功した後、彼と共にシグマを倒す。
『X3』においては、ゼロと共にドップラー軍と戦い、8体のボスの何人かを助けることもできた。8体のボスとの戦いの後、強化されたナイトメアポリスに敗れてしまい、クリスマスの日に公開処刑されそうになるが、マーティたちの尽力により強化アーマーを得て復活を果たす。改心したDr.ドップラーの自決後、黒幕であるシグマを倒すために「破滅のための鬼」となる。同じく「鬼」を名乗るVAVA MK-IIを倒した後、シグマと戦い、カイザーシグマの攻撃で一度は消滅するが、「心」のプログラムにより復活。生きる決意から放った渾身の拳でカイザーシグマを滅ぼした。
『X4』においては、ドップラー事件後は行方をくらましていたが、AX-10（エーエックステン）を止めるべく、レプリフォースのカーネル部隊に紛れ込んで活動しており、AX-10を破壊した後に正体を現し、イレギュラーハンターに復帰する。レプリフォースの革命においては、離反したゼロの身を案じながらも戦っていくが、キバトドスとの戦いでバッファリオを失い、キバトドスを倒せず、敵であるジェネラルに助けられるというこの上ない絶望と屈辱を味わう。キバトドス基地が崩壊した際、自身のバスターを残して姿をくらまし、スパイダスと戦ったジャングルで禁断のアルティメットアーマーを装着。敵を倒すためだけの存在となり、ビストレオ、フクロウル、ドラグーンを倒していく。ドラグーン戦で僅かながらに心が戻るもダブルとの戦いで再び怒りと悲しみに囚われてしまうが、ジェネラルのおかげで落ち着きを取り戻し、アルティメットアーマーもフォースアーマーに変化。和解したゼロと共にシグマとの戦いに赴くところで物語は幕を閉じる。
ゼロと異なり、劇中ではヘルメットを外した際の髪型は描かれず、『X4』の復刻版の描き下ろしでもヘルメットを外しながらも髪型は描かれなかった。
ゼロ（Zero）
特A級のイレギュラーハンター。最初は第17精鋭部隊に所属していたが、後に第0特殊部隊の隊長になる。エックスの親友であり、良き理解者。エックスの本質を自分以上と見抜いており、彼に対して絶大な信頼と希望を抱いている。彼の性格に対しては甘いと評しつつも、自分が持ち得ない豊かな感情表現に嫉妬することもある。当初、エックスからは「先輩」と呼ばれることが多かった。
シリーズ当初は彼本人の出番が少ないこともあって、公式のような冷静で時に冷淡という性格をしていたが、エックスに感化され、次第に非常に熱いキャラクターとなる。その性格描写は原作よりはるかに多く、特にギャグ描写における原作ゲームとの印象の違いはエックス以上である。
ヘルメットを脱いだ時の髪型はオールバックという漫画版独自の設定がなされているが、ヘルメットを破壊されたまま物語の進行する『X4』では前髪が解けている。作者のHPのコメントによれば、彼のメットレス姿のモチーフは『地球へ…』のキース・アニアンとのこと。
『X1』の8体のボスとの戦いにおいては、カメリーオ戦とイーグリード戦に登場。前者では、森と動物を焼き払ってでも任務を果たそうとするが、カメリーオだけを倒して森も動物も守る道を選んだエックスを信じ、彼にチャンスを与えた。後者では、旧友であるイーグリードに敗北しながらも彼の真意を察し、イーグリードが隠し持っていたヘッドパーツを入手。イーグリードに勝ったエックスに与えた。VAVA相手に自爆し、事切れる寸前にエックスに告げた「懐かしい未来へ」という言葉は、後の『X2』や『X4』でも描かれることになる。
『X2』では、ケインの研究所で残骸が保管されていたが、シグマ軍に持ち去られ、サーゲスの手で改修・復活を果たす。洗脳前に脱出し、オストリーグと戦うエックスを止めようとするが間に合わなかった。以降は、頭部にΣチップが埋め込まれていることから、それを解除するまでエックスに会うわけにはいかず、ヒャクレッガー戦ではマザーにエックスへの助言を託し、その場を後にした。モスミーノスのスクラップ工場でΣチップの効果を打ち消そうとするが、それを行う前にΣチップで完全に洗脳されてしまい、体色も黒に変化。モスミーノスを倒した直後のエックスを切り裂いた。シグマ基地での戦いではサーゲスにトドメを刺した後、エックスとの一騎打ちを展開し、彼のアーマーを破壊するも、むき出しになったヘルメットの部分のΣチップをエックスのパンチ攻撃で破壊されたことで正気に戻り、エックスと共にシグマとの決戦に臨んだ。
『X3』では、第0特殊部隊の隊長としても活動。エックスとコンビを組んで戦うことも多かった。ドップラー軍との決戦ではナイトメアポリスに敗北し、エックスと共に処刑されそうになるが、エックスが新たなアーマーで復活したことにより、自身も命拾いする。直後にドップラーの攻撃で破壊されたと思われたが、辛うじて生き延びていたことが判明。シグマ城内に残されたビームサーベルはエックスの手に渡り、シグマとの戦いで重要な役目を果たす。エピローグでは、ケインの研究所で修復されている姿が描かれた。
『X4』では、2ヵ月ぶりに再起動するが「シグマがゼロになる」という奇妙な夢の影響かバスターが使えなくなり、AX-10事件においてエックスの道を作るためにアースクラッシュを使用したことでバスターを完全に失ってしまう。レプリフォースとの戦いでは反逆者の道を選び、独自にレプリフォースとの戦いを開始。カーネルを討ち、暴走したアイリスを止めながらも彼女まで喪うことになる。最終決戦では既に正気に戻っていたエックスを再会。涙を流すことができるエックスを羨み、アイリスのために泣けなかった怒りと悲しみをエックスにぶつけるが、エックスと地球の心に触れたことで自分だけの可能性を見つける決意をし、エックスと共にシグマとの戦い、懐かしい未来へ行くための戦いに臨んだ。
Dr.ケイン（Dr.Cain）
メインキャラクターでは唯一の人間キャラクターであり、世界で初めてレプリロイドを製作した人物。機械に対する知識は相当に高いレベルで、同じく高い才能を持ったDr.ドップラーとは人間とレプリロイドの立場を超えた友人同士であった。
飄々としながら軽薄に思われがちな言動をしているが、 死んだレプリロイド達の墓を立てたり、絶望的な傷を負ったゼロやバッファリオの修復を試みたり、道を見失っていたエックスやDr.ドップラーに言葉を投げかけるなど、レプリロイド達を子供のように思い、大切にしていることが窺える。
長期行方不明であったエックスが帰還した際に、悪戯をしつつもその目の端には涙を浮かべるなど、その言動は照れ隠しのようである。

#### シグマとその部下
シグマ（Σ / Sigma）
Dr.ケインの最高傑作であるレプリロイド。かつてはイレギュラーハンターの隊長を務めていたが、レプリロイドのための世界を創造するために反乱を起こし、自らイレギュラーと化す。
彼の特徴でもあるまぶたの模様は本作独自の設定で解釈され、『X1』において自身に逆らって人間の味方をしたカイルを右手の指に搭載した銃で射殺した後に、発射時に生じた熱を利用して自ら焼きつけたものとなっており、それにより火傷のように生々しく描かれているが、『X2』以降は原作ゲーム同様、ペイント風に描かれるようになった。
『X1』では決闘を望んだアルマージに激昂しながらも処分せずに黙認したり、エックスと戦わせることを条件にVAVAの独断も許すといった、隊長時代の度量の広さも発揮。エックスの秘めたる強さに興味を抱き、彼を勧誘しようともした。エックスとの戦いでは全てのエネルギーを無力化するマントを脱ぎ捨てて、エックスに一片の勝機を与えての戦闘を展開。エックスを圧倒しビームサーバーで貫くが、冷却水でサーバーがショートした影響で補助エネルギーが起動して復活したエックスに脅えている間に、バスターに乗せて放ったサーバーで今度は自身の身体を貫かれて爆発した。第2形態（真の姿）になった後の戦いでは、エックスが補助エネルギーも尽きたことで戦う力を失いながらも残ったエネルギーで城の推進炉を暴走させて、宇宙空間に浮かんでいる城を大気圏突入の摩擦熱で焼き尽くすという捨て身の戦法を行ったことで最期を迎える。エックスはシグマのマントのおかげで命拾いをした。劇中では瞳が描かれることもあり、アルマージが決闘を表明した際にも瞳を見せていた。
『X2』では人類抹殺とエックスへの復讐のために復活し、エックスを苦しめるためにゼロの残骸も強奪して、修復・配下にする。自身のボディは当初は不完全なものだったが、エネルゲン水晶とサージスの技術力で完全なボディを得た。エックスとの戦いでは、カウンターハンターとゼロとの戦いで消耗していたこともあって圧倒。正気を取り戻したゼロとのフルチャージバスター＆アースクラッシュを受けて破壊されながらもシグマのボディは仮初のものであり、本体は基地そのものであった。ボディが破壊された後は玉座が変形した巨大な頭部で活動し、ボディが破壊されたと同時にΣチップを搭載したレプリロイドによる全人類抹殺プログラムを実行する。だが、マザーに組み込まれていたライトのプログラムにより、力が戻ったエックスとゼロのハイパーギガクラッシュで基地を破壊され、全人類抹殺プログラムも機能停止した。
『X3』では、Dr.ドップラーを洗脳して暗躍。ドップラーに新たなボディを造らせる中、ワームを介してエックスの精神世界に赴き、少女と天使の姿を借りてエックスの歩んでいる修羅の道で揺さぶりをかけエックスを支配しようとするが、ワームの正体を知るためにワザと寄生されたエックスと彼の仲間たちとの絆の力でワームを打ち破られてしまう。最終決戦では、ドップラーが送ったデータにより、強化アーマー装備のエックスをも上回る力を得たが、ゼロのビームサーベルという隠し武器で破壊された。カイザーシグマになった後は光線でエックスを消滅させるが、心のプログラムにより復活したエックスには一切の攻撃が通じず、パンチで破壊され、それと同時にシグマの城も爆発する。
『X4』は、打ち切りの影響から戦闘シーンは描かれず、姿もローブ時と第1形態しか描かれなかった。
『X1』は一人称が「俺」と比較的若い印象だが、『X2』以降は一人称が「ワシ」「私」「余」「我」と、キャラクターイメージが高齢化した。
何度も復活することから、復刊版のあとがきで作者はシグマが1番描きづらいキャラクターであったと述べている。
VAVA（ヴァヴァ）
第17精鋭部隊に所属していた特A級ハンター。破壊を楽しみながらもハードボイルドな美学を持つ。シグマへ賛同したためではなく、戦いと破壊を楽しむためにシグマの側についたため、シグマに対して対等な口調で話している。「ロックマン」という伝説を破壊するため、その継承者たるエックスを執拗に狙う。
『X1』でアルマージを粛清し、彼の部下たちも同様に破壊。直後、エックスにヘッドパーツの位置を教えた。シグマ城での戦いでは「ロックマン」として覚醒したエックスのバスターの直撃を受けて大破しながらも、エックス破壊の執念で動くが、とどめを刺され機能停止した。
『X2』では、X1とX2の8体のボス同様に、モスミーノスの幻想で現れた。
『X3』では新たなボディを得て、VAVA MK-IIとして復活。ナイトメアポリスとの初戦を陰から観戦しており「二度と鬼にならない」と口にしたエックスを鬼に戻す発言をした。その後、シグマへの怒りから鬼と化したエックスと再び対決。徹底的に攻撃を加え続けるもエックスの鬼が自分の鬼とは異なる鬼であることに気付き始めたことから錯乱し始め、エックスの手で高所から地上に落とされる最中、エックスの鬼が自身を含めた全ての鬼を滅ぼす、破滅のための鬼であることを察した後、地上に激突した衝撃で機能停止する。エックスが来る直前にはピアノを弾くという一面を見せたが、エックスが自身のいる部屋に到着した際に破壊した。なお、岩本は『X3』で「VAVAの話は楽しく描いた」と述べている。
ダブル（Double）
新入りのハンターだが、実際はシグマの部下。ゲームと同じくずんぐりむっくりな体格で語尾に「〜デシ」と付けるドジな性格を装っているが、実際は残忍な性格で、真の姿での初登場時は気絶したマシュラームを殺害した。
デスフラワーではジェネラルとの戦いでエックスが疲弊したところに真の姿で登場し、顔だけ元の姿に戻して油断と動揺を誘ってから攻撃を加えた。その後、今回の全ての事件はシグマの考えた計画という事を喋り、一方的にエックスを攻撃するが、エックスが涙ながらに放ったノヴァストライクの一撃でボディを貫かれ敗北、残った「魂」とも言うべき球状のコアはバスターで粉砕された。
ゲーム版では最終ステージで相見える真の姿であるが、漫画では早い段階で登場した。第7話ではキバトドスの本拠地で戦闘を一部始終観ていたが、その際の目的は不明。

#### カウンターハンター
バイオレン（Violen）
カウンターハンターの1人でパワーファイター。
頭部から伸びる鉄球と怪力が武器で防御力も高い。反面、知能は低く、ジャンプして着地すると脚部が重量に耐えられず、一時的にフリーズしてしまう欠点も見られる。「〜なんだなぁ」という独特な喋り方も特徴。
スタッガーの作戦でエックスの注意を惹きつけている間にDr.ケインの基地からゼロの残骸を強奪。エックスとオストリーグとの戦いの最中にも現れ、オストリーグすらも知らなかったミサイルを起動させた。
エックスとの直接対決では1番手を務め、ジャンプによる弱点を見抜かれながらもアジールとサーゲスに助けられる。ダブルバスター単発では倒されないことから「3人で同時攻撃を仕掛けて、最初にエックスを倒した奴が勝ち」という賭けを提案。アジールとサーゲスからは「自分たちがダブルバスターでやられた後にトドメを刺す気」と見抜かれながらも賭けを了承され、ダブルバスターを撃ち終えた直後のエックスに襲い掛かるが、エックスが先に倒したアジールの剣を手に取り、それで貫かれてしまい、「アジールの剣を使うなんて反則なんだなぁ…」と言い残して敗れた。
サーゲス（Sagesse）
カウンターハンターの1人で科学者。
頭頂部から放つ光弾や浮遊ユニットからの地雷を武器としている。ゼロを強化復活させたり、シグマのための完全なボディも開発した。
エックスとの直接対決では、アジールもろともダブルバスターで討ち取られて下半身を失う。それでもしぶとく生き残って宇宙に浮かぶキラー衛星の起動スイッチを押そうとするが、自分が復活させたゼロに阻まれた上、ゼロバスターによって破壊されてしまう。
アジール（Agile）
カウンターハンターの1人でリーダー格。
ビームサーベルとスピードを駆使する。丁寧な口調で喋るが、最終決戦直前には部下のレプリロイドをウォーミングアップと称して、全員処刑した挙句、「一万台も居てウォーミングアップにすらならないカス」と称するなど冷酷な性格。
スタッガーが敗れた直後、サーゲスと共にエックスの前に姿を現し、バイオレンがケインの秘密基地を襲撃しに行ったことも伝えた。
エックスとの直接対決では、ギガクラッシュの光に視覚センサーを狂わされた隙にエックスのダブルバスターに敗北し、愛用のビームサーベルもバイオレンを倒すために使われてしまう。
初登場時は荒っぽい口調であり、一人称も「私」ではなく「俺」だったが、復刊版にて修正されている。

#### ドップラーとその部下
Dr.ドップラー（Dr.Doppler）
科学者型レプリロイドで、Dr.ケインの友人。表面上はどちらが優秀な科学者かで張り合っているようにも見えるが、本心では信頼しあっている。
かつてはケインのサポート係を務めていたが、ケインの計らいで独立を認められる。独立後、シグマウイルス用のワクチンを開発しイレギュラーを減少させる。それを機に人間とレプリロイドが共存するドッペルタウンを建設し、ケインとの共同でタウンの防衛用メカであるマオー・ザ・ジャイアントの開発も行った。
シグマに洗脳されて大規模な反乱を起こし、自身の身体も戦闘用に強化した。エックスに敗れた後、地球上の生物を一掃するジーロン弾を自身の命と引き換えに起動しようとするが、ケインの手で修理されたことで不発に終わり、ケインの友情に感化されて本来の心を取り戻し、ジーロン弾の起動コードも切断させた。和解した直後、シグマ城の電波に操られてしまい、必死に抗った末自らのメインプログラムを握り潰して自害した。その後、彼のメインメモリーはケインの手で保存される。
ヴァジュリーラFF（Vajurila FF）
ナイトメアポリスの1人。クールな性格で慇懃な口調で喋るが、その本性は後述するように極めて陰険かつ狂的。
第0特殊部隊によるハンターベース奪還作戦の最中、ホーネックを拉致した。マンダレーラと共にハンターベースを襲撃した際には、ゼロや正気を取り戻したボス達と交戦。ワームを退けて目覚めたエックスのバスターで左腕ごと盾を破壊されたことから撤退する。
改修後は外見こそは変わっていないが、大幅にパワーアップしている。エックスとゼロの処刑を題材としたパーティーに2人を招待。デス・ドッペルタウンにおいてエックスとゼロを打ち負かした。一思いには始末せず、2人を十字架のような拘束具に磔し、その上から処刑用のドリルを設置。クリスマスの12月25日ちょうどに処刑するパーティー第2部を開始するが、マーティたちの活躍によってエックスが強化アーマーで復活を果たすと形勢が逆転。左半身を損傷するほどのダメージを負わされる。マンダレーラが駆けつけたのも束の間、ドップラーに制裁を加えられ、破壊されながらも原型をとどめるが、マンダレーラと融合させられてゴッドカルマシーン・O・イナリーに変化させられてしまった。
マンダレーラBB（Mandarela BB）
ナイトメアポリスの1人。戦いを楽しんでいる反面、武人の一面や相棒のヴァジュリーラへの情も有する。
ヴァジュリーラと共にハンターベースを襲撃した際ゼロたちと交戦するが、エックスの攻撃でヴァジュリーラが損傷したことから撤退する。
この後、ヴァジュリーラと共に強化され、エックスとゼロに勝利。捕らえた2人の処刑をヴァジュリーラに任せ、自身はマーティ一行と戦闘を行っていたが、パワーアップしたエックスによってヴァジュリーラが瀕死の状態になっていたところに駆けつける。その場にやってきたドップラーにヴァジュリーラを助けてくれるよう求めるが、ドップラーには用済みとされ、彼が乗るドラゴン型メカニロイドからの光線で処刑されてしまう。大破しながらも生存するが「それなら最後まで道具として役に立て」と、ヴァジュリーラと共にゴッドカルマシーン・O・イナリーに強制改造される。
ゴッドカルマシーン・O・イナリー（Godcal Machine O Inary）
ヴァジュリーラFFとマンダレーラBBが浴びせられた大量のワームを媒体に融合・誕生した、稲荷型レプリロイド。
すでに両者の意識はなく、ドップラーの傀儡と成り果てている。ゲーム版よりはるかに大きな体躯を誇るが、強化されたエックスの敵ではなく、ドップラーごとバスターで吹き飛ばされる。それでも完全にはやられておらず、双頭のワームの怪物と化して襲いかかったのも虚しく朽ち果てた。
なお、O・イナリーに変えられる最中、ヴァジュリーラはすでに言葉も発せないほどの虫の息であり、マンダレーラは「私は自分でいたい」と怯えていた。
マック（Mac）
ドップラーの護衛を務めていたレプリロイド。
ケインと子供じみた喧嘩をするドップラーに呆れたりするなど普通のレプリロイドであったが、ドップラーの反乱に巻き込まれ彼もイレギュラー化してしまう。騙まし討ちで捕らえたエックスを人質にとってゼロを脅迫したが、気づかない間にゼロの居合い斬りで切り裂かれた。

#### レプリフォース
アイリス（Iris）
カーネルの妹で、ゼロに想いを寄せる少女型レプリロイド。ゲーム版では童顔の少女だが、本作では大人の雰囲気を持った顔立ちの美女として描かれている。心優しい性格だが、自らの命を差し出す覚悟の強さを持つ。所属は不明。
原作ではレプリフォースが掲げた「レプリロイドだけの世界」を支持していたが、本作ではレプリフォースの反乱後、彼らとは別に自分の部隊を率いて中立に属し、敵味方を問わず戦いで傷つき倒れた者達を介抱するなど分け隔てない性格になり、敬愛している兄を「あんなカタブツと、もともと一体だったと思うと笑っちゃう」と評するなど、くだけた一面も見せた。
原作では、優しさと強さを併せ持つ1体の究極のレプリロイド「ロックマン」を目指して造り出されたとされているが、原作同様カーネルとアイリス2人に分割され兄妹となった。元々一体として造り出された為、絆は強く、カーネルの負傷の影響が自らに及ぶ事もあった。
ゼロと対決する事になる経緯は、カーネルの死によるものという部分は原作と同じだが、原作の兄を倒されたことに対する復讐ではなく、本作ではカーネルの死に連動して暴走した経緯に変更された。暴走を止めようとしたゼロに倒されたが、最後まで妄執にとらわれた原作とは違い、兄に関することを含め最後までゼロを憎まずに全幅の感謝を示し、想いながら息を引き取った。
カーネル（Colonel）
レプリロイドだけの軍隊、レプリフォースの若き陸軍士官。
基本的には人格者で部下を身を挺して庇う好漢。高い戦闘力と統率力を備え、軍規を乱す者には制裁を考える軍人らしさも窺える。しかし、誤解から武器を放棄して投降するよう迫られたとき、より大きな混乱を招くと知りつつも、一寸の迷いも無く誇りの為に要求を撥ね付けるなど、青さも目立つ。
ゼロとはX1以前から親交があり、互いに認め合っていた戦友。反乱により道を違え、互いの信念を賭して衝突しあう。ウイルスに侵されたアイリスを助けるために軍規をまげて基地に突入したが「もうウイルスは治すことができる」というゼロの発言に「どうせいずれは戦う運命」と聞き入れず剣戟を繰り広げるがゼロに敗れる。自分の信念を貫いた最期に悔いはなく、その死に顔は穏やかであった。
ジェネラル（General）
レプリフォースの最高司令官。重武装のエックスを圧倒したキバトドスを一撃で倒すなど強大な実力を持っている。必要のない殺戮を繰り返すキバトドスを粛清したが、敵対関係にあたるエックスに非はないことを認めて殺害しないなど、礼を重んじ敵対する者すら気にかける人格者。
スカイラグーンの一件を機に独立を余儀なくされるも内心は複雑で、必要以上の犠牲が出ないよう配慮する姿勢を見せていた。先述のエックスを見逃したときに、半狂乱に陥ったエックスからバスターを乱発されたが全く通用せず、それでいて返り討ちにできるであろうにもかかわらず報復を全く考えないなど、強固な体と意志の強さを併せ持つ。
最後はアルティメットアーマーを装着したエックスに敗北して、突如現れ事件の真相を語ったダブルに半狂乱に攻撃を浴びせたエックスを諭すように抱きしめ、エックスを正気に戻した。シグマが起動したファイナルウェポン「デスフラワー」を止めるために自らを犠牲にして敬礼をしながら散っていった。

#### 過去の人物
Dr.ライト（Dr.Right）
ロボット工学の父とよばれる伝説的な科学者であり、エックスの開発者。すでに故人であり、プログラムとして存在している。原作同様、エックスにアーマーパーツを与えるが、本作においてはカプセルに留まらず、様々な場所や状況下でエックスの前に現れ、彼を導いていく。その正体を知らないエックスからは「白衣の老人」「おじいさん」などと呼ばれている。
X1では、エックスにフットパーツを授けるシーンとヘッドパーツの所在地をゼロに伝えるシーンで登場。
X2では、前作よりも出番が多く、ヘッドパーツとボディパーツを授けた際とマザーに隠していた勇者のためのプログラムが起動した際に登場した。
X3では、カイザーシグマの攻撃でエックスが消滅していく最中の走馬灯内で登場。
X4では、エックスにアルティメットアーマーを授けた際のみの登場となった。
「ROCKMAN」（ロックマン）
伝説として語り継がれているレプリロイド。人類が存亡の危機に瀕した時に現れると言われている。相手の特殊武器を己が物とし、絶え間ない進化を続ける究極の能力を持つものこそが、「ROCKMAN」の継承者とされている。X3までは名前が偶に上がるか、主にシグマやVAVAなどの敵がエックスを「ロックマンエックス（またはロックマンX）」と呼ぶ程度で姿は描かれなかったが、X4にてアイリスが自分とカーネルは「ロックマンの再来」として最初は1体のレプリロイドになるはずだった事やその開発コンセプトをゼロに語るシーンで、ロック（初代ロックマン）のシルエットが登場する。

### ボスキャラクター
本項では、ゲーム版には表れない漫画版オリジナルの性格や演出を中心に記載していく。公式の設定等はゲーム版での各作品のボスキャラクター項を参照。

#### ロックマンX1
雪原の皇帝 アイシー・ペンギーゴ（Icy Penguigo）
ペンギン型レプリロイド。元第13極地部隊所属の特A級ハンター。
同じ部隊のマルスを「デカい図体しているだけで威張っている奴」と難癖付けて、氷漬けにして捕らえる。マルスの旧友のエックスと対峙した際には、ことあるごとに（当時のエックスの階級である）「B級（ハンター）」と罵りながらも特A級であることは伊達ではなく、エックスを圧倒するが、マルスから教えられた誇りを思い出したエックスの反撃に遭い、フットパーツによるダッシュで機動力も逆転されてしまう。それでもエックスの説得に耳を貸すふりをして、マルスを盾にするが、地震の影響で補助電源が作動したマルスに動きを封じられてしまい、エックスのフルチャージバスターで撃ち抜かれた。
豪速拳の雷王 スパーク・マンドリラー（Spark Mandriller）
マンドリル型レプリロイド。第17部隊所属の特A級ハンター。
「いかなる手段を用いても任務を遂行してこその忠誠だ」として、エックスに倒された部下スライマーを「クズ」と罵る。エックスとの戦いでは、ゼロのアドバイスを思い出し、ペンギーゴのチップでショットガンアイスを使用したエックスに腕を凍らされた際、エックスに伝説の「ロックマン」の面影を見て、戦意を喪失。エックスに命乞いをして、シグマの居所を教えようとするが、突如現れたシグマの立体映像を伴う攻撃ビットによって処刑された。
幽林の妖撃手 スティング・カメリーオ（Sting Chameleao）
カメレオン型レプリロイド。元は第9特殊部隊、別名：レンジャー部隊に所属する実力者。
ソフトはレコード、プレイヤーは手回し式の骨董品により、鑑賞するクラシック音楽に傾倒し、戦いをダンスパーティーに見立てる倒錯した嗜好の持ち主。名古屋弁と思しき喋り方が特徴。外皮に鱗のようなアレンジが加えられている。
武装化させた動物たちを使って、破壊活動を行う最中、エックスを捕獲するようにとのメッセージを伝えてきたシグマの使者を惨殺し、命令を握りつぶす。武装動物たちがエックスのレプリカを倒したのを見て、勝利を確信し、エックス本人にも武装動物の集中砲火を浴びせるが、ボディパーツを得たことで防御力を高めたエックスには通用せず、動物たちもエックスの説得で正気に戻ってしまう。エックスとの直接対決では変色機能でエックスを翻弄し、エックスバスターを使用不能にまで追い込むが、エックスの作戦で部屋の照明が壊されて暗闇と化した際、エックスバスターの強烈な光によって、変色機能を麻痺させられてしまったところにフルチャージバスターを受けて砕け散る。直後、エックスからは「力にさえ溺れなければ、良いハンターになれただろう」と評された。
鋼鉄の甲弾闘士 アーマー・アルマージ（Armor Armarge）
第8機甲部隊の隊長を務めていたアルマジロ型レプリロイド。
礼を尊ぶ武人で、一人称は「某（それがし）」。「闘いというものは臆した者に必ず負けが訪れるものなのだ」が持論。本作では「高速回転装甲（ローリングシールド）」の名前が付けられた体を丸めての体当たり攻撃を確実な物とするために、体内に高性能かつ精密なセンサーを搭載。
カメリーオに強い不信感を抱いており、彼を倒したエックスにバスターを修理した上で果し合いを申し込むが、この行為にシグマは激怒し、ビームサーベルで彼の顔に一本傷を入れられてしまうが、辛うじて、決闘を許される。エックスとの決闘では、バスターのビームを反射するシールドを駆使して、エックスを翻弄するが、炎と決闘場所にあったアゴニウム鉱石で温度センサーから逃れた状態からエックスが放ったエレクトリックスパークでセンサーを破壊され、その影響で自身の装甲も崩れてしまう。敗北を認めた後、シグマに対する忠誠の証として、ボディ内部に裏切りと同時に起動する爆弾による自身の爆破からエックスを守るため、体内の起爆装置ごと「レプリロイドを切ることができる唯一の”妖刀”」紫炎を使って文字通り”切腹”。最終的にVAVAの攻撃からエックスを庇って戦死するが、身を挺して守り抜いた部下たちも先にVAVAによって皆殺しにされていた。
なお、X1でエックスがボス相手に特殊武器を使ったのは、彼とスパーク・マンドリラー（ショットガン・アイス）、スティング・カメリーオ（エレクトリック・スパーク）との戦いのみ。
灼熱のオイルタンク バーニン・ナウマンダー（Burnin' Noumander）
ナウマン象型レプリロイド。元第4陸上部隊隊長として中東で戦っていた。
小型のCPUボールがレプリロイドのスクラップを吸収して生まれ変わった存在として描かれている。幾らボディを破壊されても本体がダメージを受けない限り、捕らえたレプリロイドたちからパーツを奪うことで何度でも再生可能。再生のための核を搭載している左胸だけは装甲が厚くなっており、そこを「再生と共にバスターを同化させ、内側から撃ち抜く」という奇策によって敗北した。本体が転げ落ち、レプリロイドから見下されていた自身の辛い過去を吐露。エックスからマルスの信念である「誇り」と大きなナウマンダーに勝てたことを伝えられ、エックスを通すことにした。エックスから贖罪を条件に存命を許され、工場地帯に留まることとなる。X1のボスキャラクターたちでは唯一の生存者。
天空の貴公子 ストーム・イーグリード（イグリード）（Storm Eagleed）
第7空挺部隊の隊長を務めていた鷲型レプリロイド。
元々は第17精鋭部隊所属で同期たちの憧れの的でもあったが、おべんちゃらばかり言ってくる彼らに対して「（おべんちゃら言っている暇があるなら）トレーニングでもしろ」と一喝する厳格さも見せた。その直後にゼロと出会い、最初はケンカばかりしていたが、互いを認め合うようになっていく。恋人のティルが殉職した後、ゼロと顔を合わせることなく、第7空挺部隊に転属。
エックスとは2回に渡って交戦。1戦目は圧勝した上、駆けつけたゼロとの戦いでも、ゼロの心に迷いがあったことから勝利。飛行艇の甲板を舞台とした空中での2戦目でもエックスを圧倒した上、自らの弱点が背中であることを教えることでエックスをより追い詰めていくが、覚悟を決めたエックスのダッシュジャンプバスターで背中を破壊され、それと引き換えに地上に落下するはずだったエックスも強風が来ることを読んでいたために落下死せずに生還。戦い終わった後は「エックスがヘッド強化パーツを手に入れるに相応しいかどうかを試すために、悪を演じていた」ことが、ゼロの口から明らかになり、エックスを称賛した後に機能停止。ゼロの手によって、ティルが眠る空へと打ち上げられた。
X2では、空にトラウマを抱いたオストリーグの除隊を認めながらも、彼がトラウマを克服することを信じての激励も送る。そして、改心すると同時に空へのトラウマを克服したオストリーグと共に、幻として現れ空を飛んだ。
名前が「イグリード」だった詳細については後述。
深海の武装将軍 ランチャー・オクトパルド（Launcher Octopuld）
元第6艦隊所属の、タコ型レプリロイド。
漫画版独自の設定として、触手それぞれに敵のエネルギー波長を感知し自動追尾するセンサーや超振動機能で敵をパーツ単位にまで破壊するシステムが搭載されている。一人称は「わし」だが、倒される直前には「俺」と発言。
マーティを利用して、エックスを消耗させた上、バスターを無効化するサイドス溶液を戦いの舞台にする事によって戦局を優位に進める。さらにマーティを触手の超振動機能で破壊するも、その残骸がエックスバスターのエネルギーを帯びたことによって、職種が残骸をのほうを追尾してしまい、最後はマーティの形見の三叉槍を持ったエックスに顎から脳天まで貫かれて機能停止。
時空の斬鉄鬼 ブーメル・クワンガー（Boomer Kuwanger）
第17精鋭部隊に所属していたクワガタ型レプリロイド。
丁寧な口調とは裏腹に狂気じみており、シグマ軍で活動するようになってからは、本人曰く「退屈な優等生（ハンター）時代と違って、毎日が楽しい」とのこと。
自らの頭脳をタワー最上階の壁面全体に移植・増築していた為、レプリロイドの限界以上の速さで動けるようになるが、そのからくりをエックスに見破られた後、日本を消滅させるためにチャージしていたエネルギーを自身のバスターに加えるエックスの捨て身の戦法で頭脳を破壊される。
X3では弟であるグラビティー・ビートブードの尽力によって復活。残された僅かなチップで再生されたことから、台詞がカタカナになっており、下半身は浮遊ユニットで代用された姿になった。ビートブードによって壊された右腕にバグホールを纏わせたエックスの奇策により、バグホールに吸い込まれるが、中和せずにブラックホール化する。最終的には、かつての戦いの時と同じく外部エネルギーで強化されたエックスのバスターで完全に消滅した。
幻影などを含めると、全シリーズに登場している。

#### ロックマンX2
緑林の小悪魔 ワイヤー・ヘチマール（Wire Hetimarl）
シグマの命により気象コントロールセンターを占拠したヘチマ型レプリロイド。攻防どちらにも応用できる蔓を扱う。無邪気な性格で善悪の区別が付かず、天気をコロコロ変えては楽しんでいた。ダンス好きであり、先述の気象コントロールのスイッチもダンスステージ型にした。
エックスとの戦闘後にDr.ケインがその場で修理して正気に戻る。X2のボスでは唯一の生存者。ゲームではシグマの秘密工場で作られたことになっているが、漫画版では不明。
ヒートナックルチャンピオン フレイム・スタッガー（Flame Stagger）
シカ型レプリロイド。エックスが所属していた元第17精鋭部隊隊員。負けず嫌いな性格で、「笑う！ 笑う笑う笑う笑う！ 笑っちまうねー！」「とま、とま、とま、とま、止まらねー！」等同じ言葉を何度も繰り返す吃音気味なセリフ回しが特徴。
第17精鋭部隊の一員だった頃は新人イジメの常習者であり、エックスにそれを咎められたことによりゼロらが見守る中でのエックスとの決闘に臨むもののあっさり負けてしまう。それ以来エックスを逆恨みしており、そのためにシグマに協力。大幅に強化された状態（本作ではゲーム中での姿は強化後の姿という設定で、強化前の姿がオリジナルで設定されている）でエックスに挑む。だが最期は不完全な強化改造が裏目に出て、エックスの至近距離からのバスターで体内の発火システムが破壊されて暴走し、自分で自分を焼き尽くしてしまう。機能停止後、アジールのビームサーベル攻撃によって完全に破壊された。
水晶の魔術師 クリスター・マイマイン（Crystar Mymine）
シグマによって作り出されたカタツムリ型レプリロイド。醜い自分の姿にコンプレックスを抱いている。このステージの中ボスの言葉を話さないマグナクォーツを「友」として溺愛しとても大切にしていた。マグナクォーツがエックスによって破壊されたことで大いに悲しみ、自らの心の拠りどころが失われた復讐のために、エックスへと襲いかかった。自分以外の時間を歪め、思考能力以外を減速させる能力があり、そこに陥った相手をいたぶる戦法をつかう。独特の美意識を持つのが特徴。一人称は「ボク」で、少年らしい口調を用いる。最後はエックスに本心を打ち明けショックを与えるも、恐怖心に勝てず発射されたエックスバスターによって破壊された。
砂漠の韋駄天 ソニック・オストリーグ（Sonic Ostreague）
ダチョウ型レプリロイド。元々は第7空挺部隊所属の特A級ハンターだったが、ブースター故障による墜落事故による飛行への恐怖心が拭い去れず、飛行能力を封印され、脱退していた。
イーグリードの部下だったが部隊を辞めた後は親友関係であり、シグマに「イーグリードは裏切り者エックスに破壊された」と騙されてエックスを恨み彼と対立する。しかしエックスの不屈の姿にイーグリードの姿が重なり、迷いが生じる。そして自分の知らなかった巨大ミサイルが放たれるのを見ると同時に、現れたバイオレンによって自分が欺かれていたことを知り、何を信じればいいのか分からなくなってしまったが、ミサイル破壊のためにエアダッシュを用いたエックスの姿を見て己の過ちに気づき、償いのためにミサイルへ向かおうとするエックスを追い越して、封印していた飛行能力を復活させてミサイルに特攻し、死の間際にイーグリードの幻影と友情を確かめ合い（なお、イーグリードの姿はエックスにも見えていた）イーグリードと同様に誇り高く散って逝った。
飛行能力を失っても戦闘能力そのものは衰えておらず、事実エックスとの対決では彼にほとんど乗ずる隙を与えなかった。
紅のアサッシン マグネ・ヒャクレッガー（Magne Hyakulegger）
ムカデ型レプリロイド。元は全18あるイレギュラーハンター部隊でも影の存在である第0特殊部隊に所属していたエキスパート忍者ハンター。
女性型レプリロイド・シルキーの姿に化けて、エックスを中央コンピューターに誘導して倒そうとした。尾のウイルスでエックスの能力を次々と消去して優勢に立つが、最後はマザーの助力を受けたエックスによってマザーのむき出しの回路に押しつけられ、自らが流したウイルスにやられる。
エックスと対峙した時は普通の口調になったり、慇懃無礼な敬語になったり、また普通の口調に戻ったりと「忍び部隊」らしからぬ感情の起伏が激しいキャラクター。
深海の切り裂き魔 バブリー・クラブロス（Bubbly Crablos）
カニ型レプリロイド。イレギュラーハンター第6艦隊に所属していた元特A級ハンター。口から吐くバブルスプラッシュは金属をも溶かす性質を持つ。
守銭奴振りに磨きが掛かり、カニ型の巨大貯金箱に金を溜め込んでいた。また海中用レプリロイドを次々と破壊し、動力源「マイヤールビー」を資産として奪っていた。彼曰く総資産は300億円に達するといい、いずれは世界だけでなくシグマをも金で牛耳ろうと目論む狂信的な拝金主義者になっている。口調は大阪弁。マーティの髪を切り落としたときは「髪は女の命だ」と激怒する彼女に呆れていた。エックスからは「だるまがに」呼ばわりされた。最終的にはバブルスプラッシュが上に浮遊していくという弱点を突かれて地面スレスレにダッシュしたエックスに追い詰められ、エックスバスターで縦に真っ二つにされた。
夢の島の堕天使 メタモル・モスミーノス（Metamor Mothmeanos）
シグマによって製作された蛾（ガ）型レプリロイド。ブーメル・クワンガー同様、常に丁寧な口調で話す。
ゲームと同じく初めはミノムシの姿で出現。鱗粉には幻影を見せる効果があり、スクラップ処理場に入ったエックスに過去のボス達の墓標を見せ精神的に追い詰め、さらには復活したように見せて襲わせた。エックスには卑怯者呼ばわりされていたが、モスミーノス自身は「エフェクトも戦術の内」という考え方である。鱗粉とスクラップやビームによる攻撃でエックスを追い込むが、鱗粉がラッシングバーナーの導火線となり燃え尽きた。
凶牙の重戦車 ホイール・アリゲイツ（Wheel Alligates）
ワニ型レプリロイド。元イレギュラーハンター第6艦隊副隊長。巨大な陸上戦艦を指揮する。
洗脳されたゼロに攻撃されたトラウマから、バスターが使えなくなったエックスをオイルの海に隠れつつ、蹂躙するが、ゼロを信じる心を取り戻したことでバスターが進化復活したエックスのダブルチャージショットによって倒される。戦闘終了後、エックスは、アリゲイツの遺品でもある戦艦から、シグマ基地の場所を割り出す。

#### ロックマンX3
破壊されずに正気に戻ったボスが多く、終盤で正気に戻ったボス達がエックスとハンターたちを救うために奮闘する。なお、エックスにも終盤まで強化アーマーを使わせずに戦わせたおかげでボスキャラクターを大勢生き残らせることができたという。
白銀の雪男 フローズン・バッファリオ（Frozen Buffalio）
バッファロー型スキー場整備用レプリロイド。
本来は街を愛し、レプリロイドにも人間にも分け隔てなく接する心優しい性格であったが、ドップラーに洗脳されてイレギュラー化してしまう。芸術家気取りで街を凍り漬けにする。エックスと対決して敗北し、正気に戻った後に自分のした行いを嘆き、一度はエックスに破壊される事を望む。しかし友人である少年トシヒコがバッファリオを想い、必死で雪ダルマを作る姿をエックスに見せられて立ち直った。
後にX4編にてエックスと共にフロスト・キバトドスと交戦し、先に倒れたエックスを守るために戦い抜くが敗北、無念の戦死という無残な最期を遂げる。後にDr.ケインによって氷漬けとなった遺骸の回収が行われた。
X3編では少年のような明るい口調であったが、X4編では厳格な口調になっていた。
地底のバーバリアン スクリュー・マサイダー（Screw Masaider）
エネルゲン水晶採掘用サイ型レプリロイド。ドップラーの依頼で、侵入してきたエックスとゼロの相手をするべく登場。当初はそのままの姿でエックス達の前に立ちはだかるも、2人に軽くいなされた。しかしその後、ドップラーによって洗脳されイレギュラーとなり、言語力もほぼない戦闘用レプリロイドに改造されてしまうが、それでも所詮は付け焼刃でありエックスやゼロには通用しなかった。戦闘後は破壊されず本来の心を取り戻した。
その後はイレギュラーハンターに協力する仲間としてドッペルタウンでの決戦にも参戦する。
影の飛忍 エクスプローズ・ホーネック（Explose Horneck）
スズメバチ型レプリロイド。イレギュラーハンター第0特殊部隊の副隊長であり、ゼロの部下にあたる。
元はチンピラグループのリーダーであり、正式なイレギュラーハンターになる以前のゼロに喧嘩を売って倒された事が2人の出会いであった。その後ゼロの強さに憧れ、イレギュラーハンターになり、彼の部下となる。
初登場時にはイレギュラーハンターであったが、 序盤のネオ・イレギュラーハンターベース（ゲームでのOPステージ）での戦いの際にゼロの強さを改めて目の当たりにしていたところを、ヴァジュリーラFFに取引を持ちかけられるも敢然と拒否して交戦。しかし力及ばず拉致されイレギュラーとなり、後にゼロと戦うことになる。ゼロを超える強さを手にすることに固執し、全身を追加パーツで武装していたが、ゼロには全く通用せず、逆にゼロとの戦いの中で強さとは何なのかを再確認し、再びゼロの下に戻った。直後、大挙して襲撃してきた敵を相手にたった2人で立ち向かっている。なお、このゼロとの対決を描いた回ではエックスは最後まで登場しなかった。
その後、バッファリオら3体と共に脳内チップに擬態していたワーム型Σウイルスを除去され現場復帰している。
X4の序章にも、ワンシーンだけ登場している。
ジャングルの守護神 シャイニング・タイガード（Shining Tigerd）
森林保護用のトラ型レプリロイド。
レプリロイドやメカニロイドではない本物の雌のトラと恋仲にあった。そのため密猟者に恋人を傷つけられた事に起因する人間への怒りに我を忘れドップラーの甘言に乗ってしまい、まずゼロを襲撃した上でエックスとの戦いに挑む。
作中では攻撃の大半を太陽光を利用したエックスのバスターよりも高出力のツメ「ビームクロー」で行い、特殊武器「レイスプラッシャー」は終盤に数コマ使っただけである。
雨が降ったことで太陽光をエネルギーとしたビームクローが弱まってエックスの体を引き裂けず、牙での攻撃を試みるも濡れた地面で滑って失敗に終わる。それでもレイスプラッシャーを駆使するが、最終的に敗北して機能停止。しかし、恋仲のトラのおかげで奇跡的に機能が復活して正気に戻る。その一部始終を見た仲間たち（彼らも全員が本物のトラである）から祝福された。
初登場時は助詞を使わない錯乱気味な口調だったが、正気に戻ってからは普通の口調になっている。以降、エックスとハンターたちの仲間となっている。
レスキュー発電所 エレキテル・ナマズロス（Electro Namazuros）
発電用のナマズ型レプリロイド。
関西弁で喋り、芸人志望で「ワーム」によってスターへの憧れが暴走し、各地の発電所でライブを行って破壊していた。膨大な電力を利用することで発生する電撃は、エックスとゼロを一撃で戦闘不能に追い込むほどに強力。後にその電撃でツッコミを入れても耐えられるというだけの理由でエックスとお笑いコンビを組みたがっていた。エックスの攻撃で正気に戻り、本来の任務とは正反対の事をしてしまった自責の念から、命がけで自ら発電所の炉心になって都市の機能を回復させ、機能を停止する。
その後、Dr.ケインの手で奇跡的に復活し、エックスと仲間たちと合流している。
七つの海の破壊神 シザーズ・シュリンプァー（Scissors Shrimper）
シグマ軍との戦いに備えて作られたとされる戦闘用ザリガニ型レプリロイド。しかしプログラムに不備があったため封印されていた。
破壊と殺戮を楽しむ戦闘狂で、ガンダ造船所を占拠した。得意の水中戦でエックスをいたぶるものの自身の負傷に逆上、人質を取り秘蔵の戦艦を発進。最後の最後で遠距離から自分だけを一撃で撃ち抜いたエックスの頭脳プレーに歓喜し、満足げに死んでいった。八大ボスの中で唯一エックスに破壊された。オクトパルドのサイドス溶液を使用しない通常の水中戦だったにもかかわらず、エックスバスターの威力が大幅に減少する描写がなされた。
水龍のプレジデント アシッド・シーフォース（Acid Seaforce）
ドップラー軍団所属のタツノオトシゴ型レプリロイド。
詩人ぶった喋り方が特徴。世界有数の規模を誇るモナークダムを占拠したがそれは機能停止した女性型レプリロイドを護るためである。エックスたちとの戦いでは、液体化能力で周囲の水に溶け込み、かく乱する事で優位に立つが、エックスが放ったフロストシールドで冷凍され、凍りついた所をバスターを撃ち込まれ敗北した（この際にワームから解放される）。バスターを食らって頭を強打した際に液体化機能が破損。最期は元に戻れなくなると分かっていながら、エックスの制止に耳を貸さず液体化して女性型レプリロイドの「保護膜」になり、共にダムの底で永遠に眠る道を選んだ。
鋼鉄のリベンジャー グラビティー・ビートブード（Gravity Beetbood）
カブトムシ型レプリロイド。兄弟レプリロイドであり、兄はブーメル・クワンガー。
抑揚のない口調で喋るが、兄弟愛は非常に強い。兄がエックスに破壊されたのは自業自得に過ぎないことを理解していたが、兄思いであるが故に割り切ることができず、エックスへの憧れと憎しみの間で苦しんでいた。そこをドップラーにつけこまれ、「ワーム」を入れられる。ゼロのボディにクワンガーのデータを移植しようと企み、町を破壊することで、エックスを精神的に二重に苦しめるが、エックスによって再び兄クワンガーを喪う。直後に発狂するも、ブラックホール化したクワンガーを止めるためなおも突き進むエックスの姿を見て正気を取り戻し、胸の内を吐露する。事態収拾後、事情故にエックスが処分しなかったので落命はしなかったが、その後の去就は不明。

#### ロックマンX4
密林のゲリラコマンダー ウェブ・スパイダス（Web Spidus）
クモ型レプリロイド。レプリフォースゲリラ部隊の隊長。元イレギュラーハンター第0特殊部隊所属でゼロとは同僚だった。
戦闘において、「戦場において、任務達成と生還のためにはどんなものでも利用する」を自身の信条としており、先遣部隊のハンター達の亡骸をゾンビとして利用してエックスを仕留めようとした。職業軍人として高い誇りを持ち、かつて所属していたイレギュラーハンターを、後述の理由もあって嫌っている。巧みな戦術とゼロに関する話をして心身ともにエックスを追い詰めたが、隙を突かれて瀕死に追い込まれ、無益な戦いに迷いその終結を願うエックスに対し「不完全な存在である人が造ったレプリロイドもまた不完全であるのは当然の事実であり、それを人間がイレギュラーとして否定し続けるかぎり、この戦いは終わらない」とその非情さを訴えながら力尽き死んでいった。語尾が「ね」となる口調で話す。
アクアデストロイヤー ジェット・スティングレン（Jet Stingren）
エイ型レプリロイド。レプリシーフォース軍所属。
任務中に助けられたカーネルをとても尊敬しており、カーネルの「部下を守り、敵を倒し、生還する」という教えを己の信条とし、自身も部下の命を大切にしていた。理想のためとはいえ、一般地区を鎮圧・破壊している自分達の行いに苦悩しており、イレギュラー事件現場にいながらカーネルを容疑者扱いして、武装解除を要求したゼロを許せず、部下を撤退させ一対一の戦いを挑むも敗れた。最期は彼の身を案じて戻ってきた部下共々、レプリロイドの自警団により破壊される。
廃墟の小悪魔 スプリット・マシュラーム（Split Mushroom）
生物研究所（バイオラボラトリー）管理用マッシュルーム型レプリロイド。
エックスの前に立ちはだかるが、その姿はワイヤー・ヘチマールのような純粋無垢な様子が垣間見られ、その行動も一種の悪ふざけのようであった。エックスバスターの一撃で気絶させられエックスが保護しようとしたが、最期は正体を隠し謎のイレギュラーとして突如現れたダブルによって破壊される。
極北の暴れん坊 フロスト・キバトドス（Frost Kibatodos）
セイウチ型のレプリロイド。レプリフォース陸軍所属。
凶暴な性格にして、強力な戦闘力の持ち主であり、ダブルからも「イレギュラーハンターで勝てるレプリロイドはいない」と言われるほどの実力者。イレギュラーとして処理されかけていたところをジェネラルに助けられて、レプリフォースに所属するようになったが、クーデター後はイレギュラー時代の凶暴さを発揮。担当地区において作戦をそっちのけに捕虜を狩りの獲物にしたり、20秒以上生き延びた者たちを氷漬けにした『猛者（もさ）の間』を作り出すようになった。『猛者の間』は「鉄クズのような奴らに与えた死に場所」で、それゆえに自らを「心優しき男」と評した。バニラアイスが好物で、特に『猛者の間』で食べるのを楽しみとしているが、食い散らかしている為、猛者の間は、バニラアイスの空容器で散らかっている。
捕虜を虐殺していた際にエックスとバッファリオとの2対1の戦いになり、そこそこの勝負を繰り広げるが実はキバトドスは一歩も動かずに戦っており、それに気づかされたエックスは動揺から隙が生じたことで、氷の刃で腹を貫かれ致命傷を負う。エックスを庇うために、盾となったバッファリオとの一対一の戦いになるが、勝利して氷漬けにした。怒りに燃えるエックスとの再戦では重装備のライドアーマーによる攻撃をものともせず、高純度エネルギーを用いた攻撃で火だるまにされながらも致命傷には至らず、バスターを乱発されても全くひるまずにエックスを追いつめて止めを刺そうとしたが、その矢先にジェネラルの存在を背後に感じ取り、恐怖するも既に遅く、彼の放った弾丸で処刑される。
序章では、フクロウルやビストレオと共にカーネルの指揮下で任務をこなしていたシーンが描かれたが、その際は本編のような残虐さは見せていなかった。
ネットワークガーディアン サイバー・クジャッカー（Cyber Kujacker）
クジャク型レプリロイド。
正確にいうとレプリロイドではなく、コンピュータプログラム。ゲーム同様オカマ口調だが、ミステリアスな雰囲気を持つ。
アイリスグループのネットワークを侵す「バグ」として出現。ネットワークにダイブしたアイリスの仲間のムラダを倒し、実際のボディを真四角に変形させた（完全に機能停止と言える状態であり、石化などに近い）。その後、ネットワーク世界にダイブしたゼロに倒される。ゼロを道連れにしようとするもののアイリスの活躍でそれすらも失敗に終わるが、逆流したウイルスをアイリスが浴びてしまい、彼女は意識不明の状態になってしまった。
鋼の破壊王 スラッシュ・ビストレオ（Slash Beastleo）
ライオン型レプリロイド。レプリフォース陸軍所属。
アイリスに取り憑いた「バグ」を除去できるワクチンプログラムチップを所持。弱音を吐いた部下を殺害するなど粗暴な性格であり、自身も相当の自負があったが、アルティメットアーマーを装着したエックスにバラバラの残骸になるまで破壊され、ゼロが駆け付けた際にはワクチンチップを手にした右手だけしか残っておらず、エックスによると最後には命乞いをしていたらしく、「みっともない」と評された。
序章ではキバトドス同様に暴力的なシーンは描かれなかった。
大空の参謀長 ストーム・フクロウル（Storm Fukuroul）
フクロウ型レプリロイド。レプリフォース参謀本部とレプリエアフォース軍所属。
ジェネラルないしは、レプリフォースに絶対の忠誠を抱いており、戦うことへの迷いはない。プレストーリーや会話シーンへの登場が比較的多く、ジェネラルの右腕的存在であった事が窺えるが、連載時には打ち切りのため、ドラグーンと共に戦闘シーンがカットされたが、フクロウルは序章において1コマだけだが戦闘シーンが描かれた。
復刊版でも戦闘シーンは追加されず、レプリロイドの人知を超えた力を持つエックスを「イレギュラー」と卑下するも、結局とどめを刺されるシーンだけが書き下ろされた。
爆炎の武道家 マグマード・ドラグーン（Magmard Dragoon）
竜型レプリロイド。イレギュラーハンター第14特殊部隊（通称・白兵戦部隊）の隊長。
月刊誌連載時は連載が打ち切られた事もあって、ゼロとの対峙など重要キャラを思わせる描写にも拘らず、再登場はすでにエックスに破壊されていた残骸としてであった。
2005年に発行された復刊版コミックではエックスと戦うシーンが描き下ろしで追加された。「イレギュラーに身を落としてでも“伝説”と戦いたい」と思い、エックスに戦いを挑む。自我を失ったエックスの力を「怯え」と見抜き軽く弾き飛ばすが、自我を取り戻しかけて涙を流しながら立ち上がったエックスに敗れ去った。
初登場時は「俺」であり口調も普通だったが、描き下ろしシーンでは古風な口調で一人称は「我」になっている。

### オリジナルキャラクター

#### イレギュラーハンター
カイル（Kyle）
イレギュラーハンター第17精鋭部隊に所属する特A級ハンター。シグマの企てに対し異論を挟んだために、シグマの手でスクラップ同然の重傷状態にされ、エックスの眼前でシグマにとどめを刺された。
マルス（Mars）
元は第17精鋭部隊に所属するランク不明のハンターでエックスの友人だったが、第13極地部隊の隊長として栄転する。「勝負を決するのは、自分を信じる誇り」を信念としている。シグマが反乱を起こすと反乱軍の参加を巡って、同じ第13部隊の特A級ハンターであるアイシー・ペンギーゴと対立する事となり、直接対決で敗れ部隊の実権をペンギーゴに奪われてしまった上、自身は氷漬けにされてしまう。
その後エックスとペンギーゴの対決の最中地震の影響で再起動すると、手練手管でエックスを翻弄するペンギーゴを羽交い絞めにし、自分たちの誇りを守るためにエックスのフルチャージバスターにペンギーゴ共々貫かれた。最終的にはマルス自身が愛したアラスカの地にエックスの手で埋葬された。
ティル（Teal）
A級ハンターの称号を持つ女性型レプリロイドでストーム・イーグリードの恋人。イーグリードを介してゼロと友人になる。武器はバスター。
自身が警護する旅客機がイレギュラーにハイジャックされ、自らも囚われの身になるが救援に駆けつけてきたゼロによって救出され、ゼロと共にハイジャック犯を追い詰める（イーグリードも救出に向かっていたが、高度と強風の影響で旅客機に近づけず、ゼロからティルが心配で冷静でないことも指摘され、ゼロに救出を託す）。しかし、ハイジャック犯が隠し持っていた爆弾を負傷したゼロに代わり機外へ投げ捨てようとした際、機体の大きな揺れで爆弾もろとも外に放り出されてしまい、爆弾の爆発を受けて殉職してしまった。
この事件の後にイーグリードは第7空挺部隊に転属してしまい、ゼロはティルのことで自分を恨んでいるとイーグリードへのわだかまりを抱くようになった（あくまでゼロがそう思い込んでいただけで、イーグリードはゼロのことを恨んではいない）。

#### レスキュー隊員・海賊団
マーティ（Marty）
長い金髪を持つ人魚の姿をしたレスキュー用レプリロイド。
『X1』では、シグマの命で海路寸断を目論みマーティが活動する海域に進出してきたランチャー・オクトパルドの口車に乗りエックスを罠に嵌めるが、如何なる苦境にも決して屈しないエックスの姿に心打たれ、オクトパルドに翻意を示しその報復を受け一度破壊されてしまう。しかし、ボディこそ粉砕されたもののメモリーチップが無傷だったために辛うじて一命を取り留める。この時にエックスに新しいボディの設計を要求し、エックスもその要求を約束として呑んでいる。
『X2』では、約束通り、エックスが用意したボディで復活を果たすが、ロリータファッションが気にいらず、後に自身で鎧を用意し海賊として活動。第2のボディでは人型と人魚型の使い分けが可能になっている。エックスと再会した当初は悪ぶってはいたが、彼女が海賊になった真意はクラブロスのマイヤールビー狩りで犠牲になっているレプリロイドたちの無念を晴らすためであり、真相を知ったエックスの協力により目的を叶えられた。
『X3』では、ドップラー軍の手で処刑寸前のエックスとゼロを救出すべく、エックスの強化パーツデータチップを手に処刑場に赴き、エックスを復活させることに成功。
『X4』では、第12話（最終回）でのラストシーンのみの登場だったが、復刻版第11話ではエックスに手を伸ばす者たちのシーンでマーティらしき手が描かれている。
素直になれない性格で、エックスに対して想いを寄せているが当のエックスにはあまり自覚はない。復刊版ではエックスから「2人で会いたい」と誘われるも彼女の意図する意味合いではないというエピソードも追加されていた。
オリジナルキャラクターの中でもトップクラスの人気を誇っており、カプコンからX1〜6のサントラCDのデザインの仕事が来た際に『“オリジナルキャラクター”を出しても構わない』と言われる等、知名度も高いが最終的に岩本は、ゲームあってこそのマンガだとして書かなかったとのことである。作者が自分のホームページで壁紙のリクエストを応募した際には、1位マーティ80票、2位エックス&ゼロ61票、3位マーティ&アイリス45票とオリジナルキャラであるにも拘らず、2位を引き離してトップで決定したほどである。
副長
海賊団の一員でマーティの部下。マーティを「あねご」、エックスを「だんな」と呼び慕っており、マーティがエックスに想いを寄せていることも知っており、うっかりマーティに打ち明け叱られたことも。
ボーイ（Boy）
最初のシグマ事件の後、エックスが隊長として配属された第七レスキュー部隊の一員。ボーイの名の通り、少年のような顔つきであり、真っ直ぐな心根の持ち主で、心優しいエックスを隊長として尊敬している。裏切り者ヒールに撃たれて殉職するが、ボーイの死がエックスに再び戦う決意をさせることになった。
ヒール（Heel）
レスキュー隊員。バスターという武装を持ちながら封印し使おうともしないエックスに不満を抱く。実はシグマの命でエックスの部下を装い、エックスの命を狙っており、偽装事故を引き起こし、レスキュー隊の仲間たちもろともエックスを抹殺しようと試みるが、自身の所業とシグマの存在を知ったエックスが封印を解いた直後のバスターを受けて消滅。
ブケノ、イージー、ロビン（Bukeno, Easy, Robin）
ボーイやヒールと同じく、レスキュー隊のメンバーたち。ヒールの罠により、救助者に偽装した爆弾たちにより、無残な最期を遂げてしまう。

#### その他の登場人物
ピエロット
ピエロ型レプリロイド。腕を伸ばすことができる。『X1』第1話に登場。
イレギュラーと化し、人間相手に殺戮ショーを行い、立ちはだかったエックスを退けた後、パトラッシュを殺害。戻ってきたエックスに対し、「同じレプリロイドを撃つのか？」と発言して、エックスを動揺させるが、ゼロに撃たれる。
パトラッシュ
ピエロットに襲われた少女の愛犬。『X1』第1話に登場。
飼い主を守ろうとするも自身がピエロットに殺害されてしまう。
パトラッシュの死に涙する飼い主に対し、ゼロは「人間は無駄なことをする」と冷淡な態度を取るが、エックスは涙し、飼い主を介抱。シグマの反乱直後、飼い主は今度はシグマ軍に狙われるが、エックスに助けられる。
ビル爆破犯
ライオンのような姿をしたレプリロイド。『X2』第1話に登場。
シグマチップでイレギュラー化し、ビルを爆破した直後、エックスに襲い掛かり、エックスのパンチで腹部を貫かれる。
この戦いでシグマチップの存在を初めて知ったエックスは、シグマ軍の残党ではなく、シグマの影を感じ取る。
マザー（Mother）
世界中のCPUの中心たるマザーコンピューターの頭脳そのもの。『X2』第6話・第7話・第13話に登場。
マザーの声は対象人物を特定して頭の中に直接語りかける為、他の者の耳には入らない。
ヒャクレッガーのウイルスによって、壊滅的な被害を受け、もはや自らも機能停止＝死を覚悟していた。マザーを救うべく戦うエックスが勇者のみ倒せるチョップレジスターを倒したことに加え、シルキーの手でエックスのデータを組み込まれた、レイダーキラーとの戦いでは、ゼロに脅される形でエックスに「レイダーキラーを倒すためにはデータにない行動を取るしかない」とゼロからの助言を伝え、それにより、エックスが「自分自身を撃つ」という捨て身の行動をしたことで混乱したレイダーキラーを倒したことから、2人に感化され始める。そして、エックスと共にヒャクレッガーを倒し、ウイルスも除去された後、ゼロのことをエックスに伝えた。
シグマとの最終決戦では、ライトが施したプログラムが起動し、エックスとゼロに届けた。
シルキー（Silky）
マザーコンピューターの管理人である女性レプリロイド。『X2』第5話に登場。
マザーコンピューターがシグマウイルスに感染し、危機的な状況に陥っている事をエックスに告げて助けを求めるが、実はマザーコンピューターにウイルスを撒いた張本人であるヒャクレッガーが変装した姿。
シルキーが架空のレプリロイドだったのか、本物を殺害して、ヒャクレッガーが成り代わったのかは不明。
トシヒコ（Toshihiko）
人間の少年。『X3』第2話に登場。
バッファリオの担当地区に住んでおり、友達とも遊ばず1人でいた所をフローズン・バッファリオと出会い仲良くなった。イレギュラー化したバッファリオに心を痛め、バッファリオとの思い出である雪だるまもバッファリオの手で壊されてしまうが、同じ雪だるまを作り続け、バッファリオの心を救った。
モナークダムの女性レプリロイド。
モナークダム内で機能停止している女性レプリロイド。X3第9話に登場。
シーフォースがダムを占拠した最大の理由であり、最終的には、彼女と同化した。

## 漫画版とゲーム版の相違点
ストーリー性を重視する関係上、ゲームとはボス戦の流れ等が大幅に異なる。

### ボスキャラクター
- X1で戦うボスパイダー、ランダバンダ、D-REX。X2で戦うアジールフライヤーやサーゲスタンク、X3で戦うヘルクラッシャー、ワームシーカー、ホタリーカー、プレスディスポーザー、モスキータス、ボルトクラゲール、ブラウンベア、X4で戦うアイザード、ジェネレイドコアと、一部の中ボスやメカニロイドボス、ボスの形態の一部が登場しない。
- 全体的にボスキャラクターの過去がオリジナルで設定されており、恋人が居たり好物があったりと性格描写に深みを与えている。また、ゲーム版では「弱い」とされるボスが強化されていることもありフロスト・キバトドスなどは、かなり凶悪になっている。
- 『ロックマンX1』に登場したバーニン・ナウマンダーの正体は小型CPUで、X1における唯一の生存者。『ロックマンX2』ではワイヤー・ヘチマールが生存者である。『ロックマンX3』では、シザーズ・シュリンプァーとアシッド・シーフォース以外の6体は生き残った（前後述の通り後にバッファリオは戦死）。ボスキャラクターが全滅したのは『ロックマンX4』のみである。
- 必ずしもエックス（ゼロ）が（勝利した上で）とどめを刺して倒したとは限らないケースがある。『X1』はシグマに処刑されたマンドリラー、自害したアルマージ。『X2』はミサイルに特攻したオストリーグ、マザーコンピューターに自分のウイルスを逆流入されたヒャクレッガー。『X3』は大半が生き残るか、エックスに倒されたかのどちらかで、他の者がとどめを刺したという意味ではいない。『X4』は自警団に殲滅されたスティングレン、ダブルに殺されたマシュラーム、ジェネラルに粛清されたキバトドス、ゼロに致命傷を負わされるも最期は自爆のような形で消滅したクジャッカー、などが該当する。
- 本作のロックバスターは強力な破壊光弾とされ、ゲームと違って相手によってはフルチャージショットを一発命中させるだけで勝負が着く事もあるが、逆にバイオレンやキバトドス、ジェネラルのような重装甲を持つキャラクターには全く効かなかった事もある。
- ゲーム最終ステージに必ずある、8体のボスとの総当たり決戦がない。
- X1で登場したベルガーダーとは対峙する場面のみが描かれ、次のシーンではすでにエックスに破壊され戦闘描写は無い。
- X2に登場するカウンターハンターの1人であるバイオレンの性格や言動がゲーム版と大きく異なる。
- X3では「ホーネックはゼロが隊長を務める第0特殊部隊の副隊長」という設定から、エックスではなくゼロがホーネックを倒しに行く。初めてエックスの出番がなかった話であった。
- X3で登場したフローズン・バッファリオは、ゲーム版X4のフロスト・キバトドスステージに残骸があった事から第6話にて壮絶な死に方をした。
- X3のナイトメアポリスはシグマウイルスを流し込み、チップに擬態する「ワーム」と呼ばれる虫型メカの集合体という設定であり、ナイトメアポリスとの最終決戦でワームを砕かれて、マンダレーラBBの顔の一部がワームのままという描写がある。さらにO・イナリーもナイトメアポリスにさらに大量のワームが融合して生まれたロボットであるとされている。
- 『X4』のボスであるスラッシュ・ビストレオとストーム・フクロウルの戦闘シーンが無く、ジェネラルとは物語上戦闘を行わなかったがマグマード・ドラグーンのみ、復刊版にて追加された。

### ストーリー
- 『X1』 - 『X3』の終盤にて、エックスがゼロやドップラーの死に直面することで自我を失い「鬼」と化す。この時自らを「イレギュラー」と称しており、戦いの果てに自らをも破滅に追い込もうとする考えへと転換していく。それぞれシグマとの戦いで瀕死の重傷を負わされる[注釈 19]ことで本来の心を取り戻す描写がある。
  - 『X4』では中盤・バッファリオと共に挑んたキバトドスに完膚なきまでに叩きのめされたことで同じように暴走している。この時は我を忘れた状態が長く続き、偶然対面したゼロに「俺の邪魔をするのなら君でも殺すよ」と言い去っていった。その後フクロウル、ドラグーンとの戦いで断片的に自我を取り戻し、後にダブルを倒した後ジェネラルに抱きしめられることで心が洗われ、完全に正気に戻った。この時アルティメットアーマーがゲーム版『X5』で「フォースアーマー」と命名された通常のアーマーに変化している。
  - 『X3』・『X4』の自我を失った状態では、瞳が小さくなることで人格の変化を表現している。
- 『X2』第4話でゼロは復活する。その後計画を伝えるためエックスに会うべく基地を脱走するが、途中で力尽きる。第7話では同じマザーセンターに居たが、「シグマのデータを消すまでは会えない」とマザーに告げ、去っていく。なおエックスはヒャクレッガーとの戦闘後、ゼロの生存をマザーから聞いた。
- 『X2』のゲームではエックスはゼロはシグマ戦の前で再会もしくは戦闘するが第9話でエックスはゼロと再会する、この時ゼロに斬り付けられてしまい、ショックで一時的にバスターが使えなかった。
- カウンターハンターとの戦闘は1対3であり、サーゲスはゼロによって倒された。
- 『X3』では、別行動をしている話もあるがほとんどのエピソードでゼロと一緒に戦っている。岩本は「コンビ感を出す為」と復刊版にて語っている。
- 『X3』では大半のボスキャラクターが野心や敵意から人間を裏切ったのではなくドップラーのチップで無理矢理イレギュラー化されたという設定にされ、破壊されずに生き残り、その後はエックス達の味方として描かれたボスキャラクターも居る。
- 『X3』では、中盤エックスがウイルスを流すワームに取り付かれている間にゼロ&生き残ったボスキャラクターとナイトメアポリスが壮絶な死闘を演じるというエピソードが追加されている。さらにエックスとゼロがナイトメアポリスに捕まり処刑されそうになった際には味方になった各ボスキャラ達がエックスのパワーアップパーツのデータを集め、それをマーティがエックス達の下に届けるという展開になっている。
- ドップラーがシグマとVAVAよりも先に死亡してしまう。VAVAの登場がドップラーよりも後になっている。
- 『X4』ではレプリフォース独立演説直後に、戦友カーネル達の行為に苛立ちを感じたゼロがエックスをサーベルで切り裂き基地を脱走し、イレギュラー認定されながらも独自にカーネルを追う。また、打ち切りによりシグマとの対決直前で終了。その影響で、ゲームではゼロのオペレーターを務めるアイリスは軍を離脱した部隊を連れ、各地で戦災負傷者への救助活動を行なっている。よってアイリスの性格もゲームとはかなり異なる。X4はこの他にもストーリー展開が独特である。
- レプリフォースが最初のシグマ反乱事件（ロックマンX）に関わらなかったのは、イレギュラーハンター上層部が身内の不祥事は自分達で解決するという「見栄」を張ってレプリフォース側の協力を断ったためとされている。レプリフォースの成立時期は、『ロックマンX大全書』には『X3』と『X4』の間と書かれているが、ゼロの回想でカーネルとの出会いも書かれており、その時のゼロの姿はX1時代の物だったことから漫画版では少なくとも『X1』の時点で既に成立している。

### 特殊武器
- エックスもゼロも全作通して、特殊武器を使う場面が非常に少ないがX4の後半では必殺技を連発している。エックスの場合、『X3』でザコやVAVA MK-II相手に多用している。これは、ゲームとは違い、マンガ上で特殊武器が効果的であることを見せるには、「何故そのボスにこの特殊武器が効くのか?」というSF考証を必要とするが、作者がその手間暇を避けるため、当初敢えて使わない意向だったことによる。X3ではエックス自ら、あまり特殊武器を使っていないことを認める発言をしている。
- なお、ボス相手に特殊武器を使ったのは、『X1』でスティング・カメリーオとアーマー・アルマージにエレクトリックスパーク、スパーク・マンドリラーにショットガンアイス。『X2』ではメタモル・モスミーノスにラッシングバーナー、カウンターハンターとの決戦では全ての特殊武器。『X3』でアシッド・シーフォースにフロストシールド、エレキテル・ナマズロスとの戦いでトルネードファング、VAVA MK-II戦ではフロストシールド、アシッドラッシュ、トライアードサンダー、トルネードファングのチャージショットを使用しており、カメリーオに対するエレクトリックスパークのみ弱点でない。これ等の相手は「精密なセンサーを持っているので高圧電流に弱い」や「引火性の高い特殊な鱗粉を使う」、「液体化する能力があるため、冷凍されるのに弱い」等の、一部の例外はあれども特殊武器が効く理由が解りやすい相手に限定されている。なお、『X2』のカウンターハンターは全ての特殊武器を弾切れまで使ったが、傷を負わすことはできなかった。また、『X3』のVAVA MK-II戦ではフロストシールドは文字通り盾として使い、トルネードファング、アシッドラッシュは撃つも防がれ、トライアードサンダーは戦場の一部を破壊するのに使用した。
- ボス戦以外では、『X3』の終盤にて、大量のビクトロイド改にチャージ版のスピニングブレードやパラスティック・ボムを、同じく大量のヘリットらをチャージ版のバグホールで倒している。その後VAVA MK-II戦にて、「特殊武器は使い果たしたはずでは」と言われ、本人も認めていることから、その戦いもしくはVAVAと交戦するまでの間にすべての特殊武器を使っていたことがわかる。また、VAVA戦では既にザコ達のエネルギーカートリッジを奪うことで武器エネルギーを回復していた。

X4では、マシュラーム戦前に移動手段としてライトニングウェブを使用。
- 『X3』の特殊武器、「トルネードファング」の名称が「ドリルファング」になっていた。
- 『X3』の終盤でのみ、特殊武器のチャージショットを使用している。また、チャージするシーンはない。

### その他
- エックスのバスターはゲームの公式イラストでは大抵『X1』から右腕に装備しているのに対し、漫画版では『X1』-『X2』の途中までは左腕でしか使用できなかったが、オストリーグ戦後ケインが改良し、右腕でも使用できるようになった。複雑な回路のため両腕同時にはできないことも明かされた。
- ゲームでは『X4』で公式にOKにされたレプリロイド同士の恋愛だが、漫画版では既に『X1』でイーグリードとティルの2人が成立している。子を成すことは不可能だが、魂を伝えるためにDr.ケインが方法を模索しているとされている。
- 『X1』の「イーグリード」は、作中では作者の読み間違いで「イグリード」と表記されており、『X2』が中盤に差し掛かった頃に間違いに気づいたという。だが後に復刊の話が出た際、イグリードという名前が定着していたことを知って驚くとともに嬉しく思い、ファンサービスのつもりから「復刊できたら名前の表記はイグリードで通す」と自身のHP上で公言した。だが時間が経つにつれ「最初の間違いはまだしも、意図的に間違った名前を書くのは製作に携わったスタッフ、そしてこのゲームを愛するプレイヤーの方々に失礼ではないか」と思い始め、悩んだ末に「名前の表記はコミックボンボン掲載時のものに準ずる」という結論に落ち着いたと語り、「中途半端な形になってしまい、申し訳なく思う」と述べている[3]。類似のケースとしてX2の「アリゲイツ」が「アリゲーツ」[4]、『X4』の「フクロウル」が「フクロール」[5]と表記されたミスも存在する。
- 『X3』のアーマーのアームパーツはバスターに2つのチャージショットを合体させたクロスチャージショットを使用可能にさせる効果があるが、漫画ではX1のアームパーツのように単なる出力が強化されたと取れる描写となっている。また、同じように『X2』、『X3』のヘッドパーツのアイテム探知機能やアルティメットアーマーとフォースアーマーのヘッドパーツの特殊武器のエネルギー消費を0にする機能は描写されず、単に新しいヘルメット程度の扱いである。
- 『X3』と『X4』ではアーマーを1箇所ずつ装着していかず、4箇所同時に装着した。よって各部位ごとの機能は不明。これはX4のアルティメットアーマーに似ている。
- 『X4』において当時は作者自身がキャラクターの描き方に悩んでいたらしい。なかでもゼロは相当描写に困ったキャラクターであった様子。復刊の話が出た際に「可能な限り修正したい」と言及していた。
- 『X4』でフロスト・キバトドスがバニラアイスを食べている事から、一部のレプリロイドは人間の食べ物が食べられると解釈されている。ただし、エックスやゼロはX4のエックス復帰の宴会でオイルを飲むシーンがあるが食事をするシーンは無い。逆にシグマは『X1』、『X2』ではワイングラスでオイルを飲んでいるシーンがあり前記のキバトドスの件から本物のワインともとれる。
- 作者が手がけていないX5以降のキャラクターは、復刻版の書き下ろしおまけページにて登場している。エイリアとアクセルは3,5巻（5巻ではX8版デザイン）、レイヤーとパレットは5巻に登場する。また、アクセルは『R20』の書き下ろしイラストにも登場している。